# Нижнезубриловский
Нижнезубриловский — хутор в Новониколаевском районе Волгоградской области России. Входит в состав Мирного сельского поселения.

## География
Хутор находится в северо-западной части Волгоградской области, в степной зоне, в пределах Хопёрско-Бузулукской равнины, на левом берегу реки Кардаил, на расстоянии примерно 33 километров (по прямой) к северо-востоку от посёлка городского типа Новониколаевский, административного центра района. Абсолютная высота — 122 метра над уровнем моря.
Часовой пояс
Хутор Нижнезубриловский, как и вся Волгоградская область, находится в часовой зоне МСК (московское время). Смещение применяемого времени относительно UTC составляет +3:00.

## Население
| 2010 |
| ---- |
| 130  |

Гендерный состав
По данным Всероссийской переписи населения 2010 года в гендерной структуре населения мужчины составляли 46,2 %, женщины — соответственно 53,8 %.
Национальный состав
Согласно результатам переписи 2002 года, в национальной структуре населения русские составляли 83 % из 155 чел.

## Улицы
Уличная сеть хутора состоит из двух улиц (ул. Нижняя и ул. Речная).